# Černé Voděrady
Černé Voděrady (něm. Schwarz Wodierad) jsou obec ležící v okrese Praha-východ (do konce roku 2006 v okrese Kolín). Žije zde 368 obyvatel a jejich katastrální území má rozlohu 1314 ha. Obec Černé Voděrady se rozkládá 34 kilometrů jihovýchodně od centra Prahy a 13 kilometrů jihovýchodně od města Říčany. K obci patří chatová osada Havírna.

## Historie
První písemná zmínka o obci pochází z roku 1291. V prosinci 1954 se u obce stala letecká nehoda, při níž nouzově přistálo letadlo maďarských aerolinií.

### Územněsprávní začlenění
Dějiny územněsprávního začleňování zahrnují období od roku 1850 do současnosti. V chronologickém přehledu je uvedena územně administrativní příslušnost obce v roce, kdy ke změně došlo:
- 1850 země česká, kraj Pardubice, politický i soudní okres Černý Kostelec[5]
- 1855 země česká, kraj Praha, soudní okres Černý Kostelec[5]
- 1868 země česká, politický okres Český Brod, soudní okres Černý Kostelec[5]
- 1939 země česká, Oberlandrat Kolín, politický okres Český Brod, soudní okres Kostelec nad Černými lesy[6]
- 1942 země česká, Oberlandrat Praha, politický okres Český Brod, soudní okres Kostelec nad Černými lesy[7]
- 1945 země česká, správní okres Český Brod, soudní okres Kostelec nad Černými lesy[8]
- 1949 Pražský kraj, okres Český Brod[9]
- 1960 Středočeský kraj, okres Kolín[10]
- 2007 Středočeský kraj, okres Praha-východ[11]

### Rok 1932
V obci Černé Voděrady (442 obyvatel) byly v roce 1932 evidovány tyto živnosti a obchody: cihelna, obchod s dobytkem, 3 hostince, 3 koláři, kovář, krejčí, mlýn, 3 obuvníci, pekař, porodní asistentka, řezník, sadař, sedlář, 5 obchodů se smíšeným zbožím, spořitelní a záložní spolek pro Černé Voděrady, obchod se střižním zbožím, švadlena, trafika, obchod s dřevěným uhlím, velkostatek lesmí správy knížete Liechtensteina, obchod se zvěřinou a drůbeží.

## Doprava
Dopravní síť
- Pozemní komunikace – Do obce vedou silnice III. třídy.

- Železnice – Železniční trať ani stanice na území obce ani v nejbližším okolí nejsou.

Veřejná doprava
- Autobusová doprava – V obci se nachází celkem tři zastávky. Dvě zastávky (Černé Voděrady a Černé Voděrady,ObÚ) jsou obsluhované příměstskou autobusovou linkou PID č. 685 na trase Stránčice – Černé Voděrady. Linka PID č. 492 na trase Kostelec nad Černými lesy – Černé Voděrady obsluhuje také třetí zastávku (Černé Voděrady,Chaloupky).

## Fotogalerie

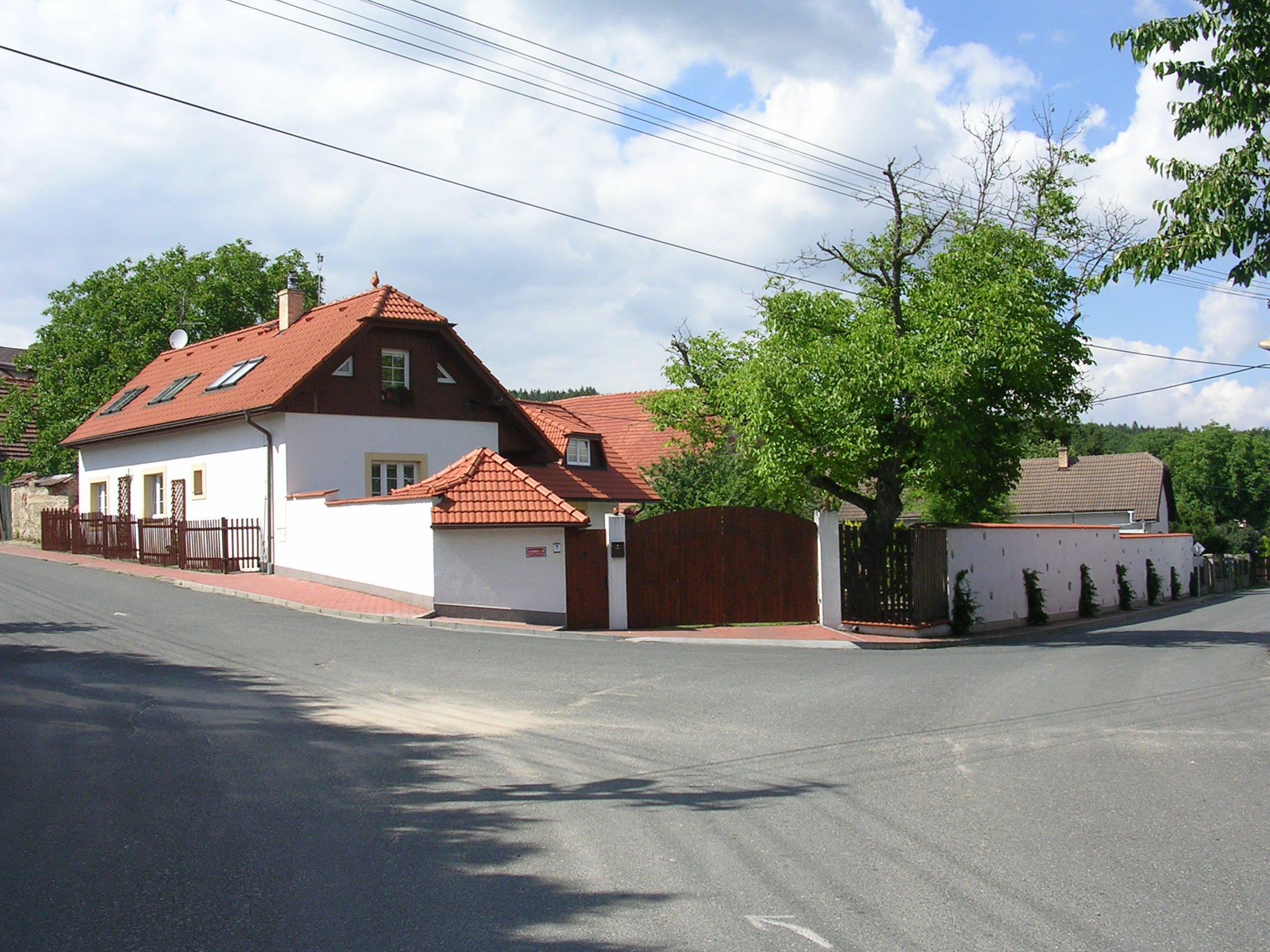
Hlavní silnice
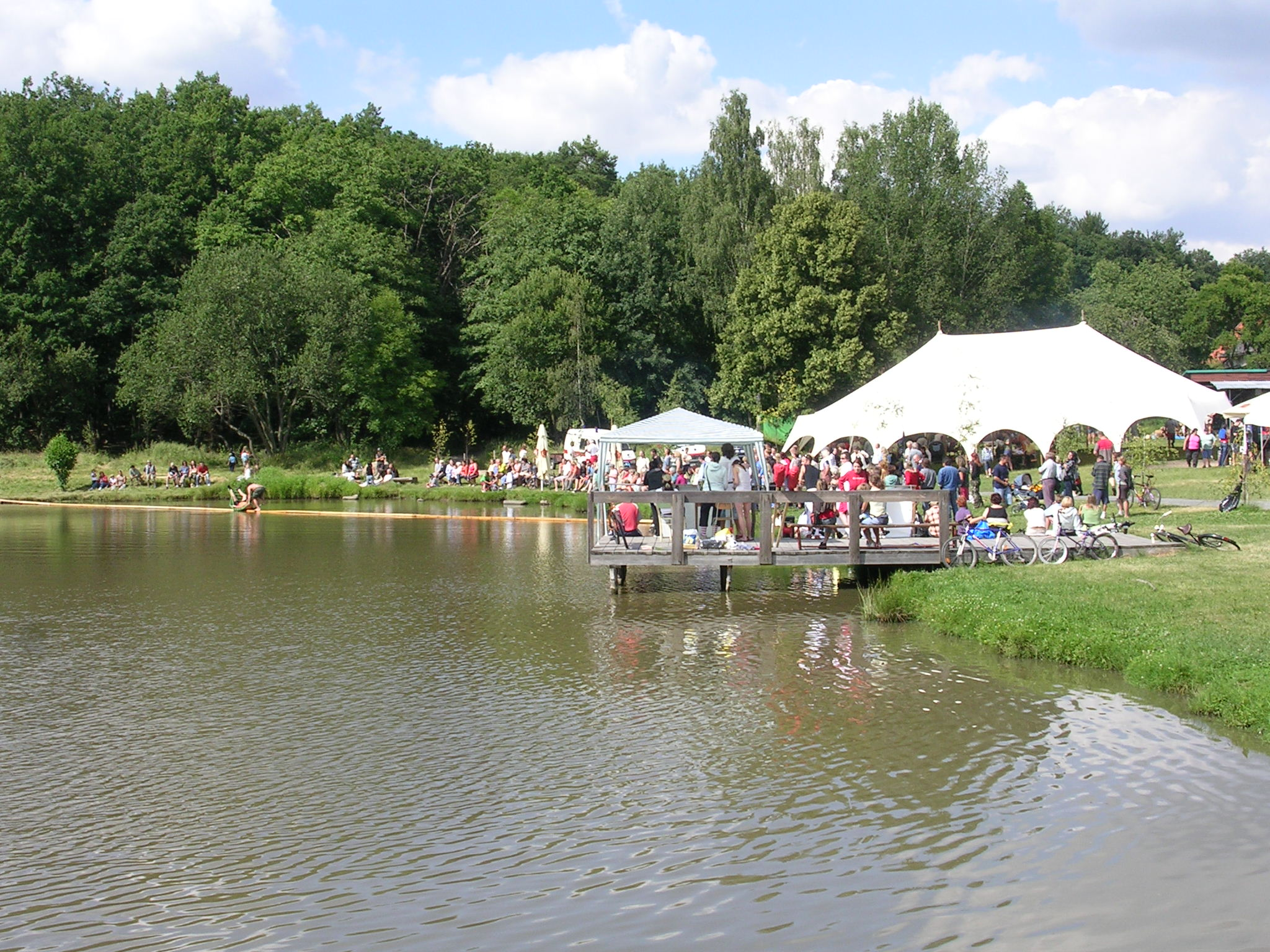
Koupaliště